# Chanmina
Chanmina, de son vrai nom Mina Otomonai (乙茂内 美奈, Otomonai Mina), est une chanteuse et rappeuse japonaise, née le 14 octobre 1998, en Corée du Sud. Surnommée « la Beyoncé de Nerima », elle commence sa carrière artistique en 2016.

## Biographie

### Enfance
Chanmina est née le 14 octobre 1998, en Corée du Sud, d'un père japonais et d'une mère coréenne, ce qui fait d'elle une hāfu,. Enfant, elle voyage entre la Corée, le Japon et les États-Unis, avant de s'installer avec sa famille à Tokyo, en 2006, dans l'arrondissement de Nerima. Dès l'âge de trois ans, elle se familiarise avec la musique classique. Sa mère, qui travaille comme ballerine, lui fait suivre des cours de danse classique, de piano et de violon.
À dix ans, elle découvre le Hip-hop, en regardant un clip du boys band coréen BigBang,. La prestation du groupe de K-pop l'incite à apprendre la danse hip-hop et à se mettre au rap,.
Chanmina commence à écrire des paroles de chansons en primaire et commence sérieusement la composition musicale au lycée. Elle s'entraîne à rapper chez elle ou au cours de séances de karaoké. À ses débuts, elle s'inspire exclusivement des chansons de BigBang, se concentrant sur les parties spécifiquement rap de leurs œuvres,. Durant sa première année de lycée, elle dresse son autoportrait dans son tout premier titre rap,.

### Carrière artistique
Chanmina se fait connaître du grand public, en avril 2016, grâce à sa participation à une compétition lycéenne de rap freestyle, diffusée nationalement par le service japonais de télévision SKY Perfect,.
Sa carrière artistique démarre le 18 avril 2016, lors de la sortie de son premier single, élaboré avec, en featuring, son ami rappeur Messhi,. L'enregistrement musical présente le morceau Miseinen (litt. « mineur(e) »), qui atteint la première place du classement hip-hop de l'ITunes Store. Au mois d'août de la même année, sort Princess, un single dans lequel la rappeuse évoque les brimades qu'elle a endurées pendant ses années scolaires. Le 20 mars 2017, l'album Miseinen, sorti douze jours plus tôt, se hisse à la 59e place du classement Oricon.
En août 2019, Chanmina sort son second album, Never Grow Up, sous le label Warner Music Japan.

## Style
La rappeuse Chanmina, surnommée la « Beyoncé de Nerima », en référence à la chanteuse américaine réputée pour sa créativité artistique et au quartier tokyoïte dont elle est originaire, se distingue par son expressivité musicale basée sur des textes dans lesquels elle mêle des punchlines en coréen, japonais et anglais,.

## Discographie

### Albums
| Année | Titre             | Détails | Classements | Classements     |
| Année | Titre             | Détails | Oricon      | Billboard Japan |
| ----- | ----------------- | --- | ----------- | --------------- |
| 2017  | Miseinen (未成年) | - Date de sortie : 8 mars 2017 - Label : Victor Entertainment - Formats : CD, téléchargement numérique, streaming audio      | 59          | 27              |
| 2017  | Chocolate         | - Date de sortie : 15 novembre 2017 - Label : Victor Entertainment - Formats : CD, téléchargement numérique, streaming audio | 29          | 27              |
| 2019  | Never Grow Up     | - Date de sortie : 7 août 2019 - Label : Warner Music Japan - Formats : CD, téléchargement numérique, streaming audio        | 23          | 21              |

### EP
| Année | Titre           | Détails | Classements |
| Année | Titre           | Détails | Oricon      |
| ----- | --------------- | --- | ----------- |
| 2020  | Note-book -Me.- | - Date de sortie : 19 février 2020 - Label : Warner Music Japan - Formats : CD, téléchargement numérique, streaming audio | 38          |
| 2020  | Note-book -u.-  | - Date de sortie : 19 février 2020 - Label : Warner Music Japan - Formats : CD, téléchargement numérique, streaming audio | 40          |

### Singles
| Année | Date de sortie    | Titre                              | Album               | Classement le plus élevé |
| ----- | ----------------- | ---------------------------------- | ------------------- | ------------------------ |
| 2016  | 18 avril 2016     | Miseinen (未成年) feat. Messhi     | Miseinen            | -                        |
| 2016  | 31 août 2016      | Princess                           | Miseinen            | -                        |
| 2017  | 1er février 2017  | Fxxker                             | Miseinen            | -                        |
| 2017  | 22 février 2017   | Lady                               | Miseinen            | 75 (Japan Hot 100)       |
| 2017  | 4 octobre 2017    | My Name                            | Chocolate           | -                        |
| 2017  | 18 novembre 2017  | Chocolate                          | Chocolate           | 40 (Japan Hot 100)       |
| 2018  | 28 septembre 2018 | Doctor                             | Never Grow Up       | -                        |
| 2018  | 30 novembre 2018  | Pain Is Beauty                     | Never Grow Up       | -                        |
| 2019  | 15 février 2019   | I'm a Pop                          | Never Grow Up       | 54 (Oricon chart)        |
| 2019  | 28 juin 2019      | Call                               | Never Grow Up       | -                        |
| 2019  | 18 juillet 2019   | Never Grow Up                      | Never Grow Up       | -                        |
| 2020  | 23 juillet 2020   | Angel                              | Non issu d'un album | 15 (Oricon chart)        |
| 2020  | 3 décembre 2020   | Holy Moly Holy Night (avec Sky-Hi) | Non issu d'un album | -                        |
| 2021  | 18 mars 2021      | Bijin (美人)                       | Non issu d'un album | 15 (Oricon chart)        |